# Daniel Rochna
Daniel Rochna (né le 30 août 1999) est un coureur cycliste polonais, spécialiste des épreuves de vitesse sur piste.

## Palmarès

### Championnats du monde
| Édition / Épreuve          | Keirin |
| Montichiari 2017 (juniors) | Argent |

### Coupe des nations
- 2021
  - 3e de la vitesse par équipes à Cali

### Championnats d'Europe
| Édition / Épreuve          | Kilomètre | Keirin | Vitesse individuelle | Vitesse par équipes |
| Montichiari 2016 (juniors) |           |        |                      | Argent              |
| Anadia 2017 (juniors)      |           | Argent |                      | Argent              |
| Glasgow 2018               | 16e       |        |                      |                     |
| Anadia 2021 (espoirs)      |           | Argent |                      |                     |
| Granges 2021               |           |        |                      | Bronze              |
| Apeldoorn 2024             |           |        |                      | Bronze              |

### Championnats de Pologne
- 2018
  - 3e de la vitesse par équipes
- 2019
  -  Champion de Pologne du keirin espoirs
  -  Champion de Pologne de vitesse espoirs
  -  Champion de Pologne de vitesse par équipes espoirs
- 2020
  - 3e du keirin